# 自己主張
自己主張（じこしゅちょう）とは、人間が社会において、自己の意見や考えや欲求などを他人に伝えるということである。